# Chii
Chii (ちぃ?) è un personaggio immaginario, protagonista del manga Chobits. Chii è anche un personaggio crossover in altre due opere CLAMP: Tsubasa RESERVoir CHRoNiCLE e Kobato..

## Biografia
Chii (o Elda, il suo primo nome attribuitogli da Chitose) è il PC trovato da Hideki, non che un persocom della serie chobits.
Appare per la prima volta quando viene trovata da Hideki Motosuwa vicino a dei bidoni della spazzatura mentre egli ritornava dal lavoro. Così la porta nel suo appartamento e prova a trovare un modo per attivarla. Ogni persocom ha un tasto di attivazione o sulla testa o dietro le orecchie, ma il tasto di attivazione di Chii è localizzato in un posto diverso: la sua vagina.
Inizialmente, Minoru, si riferisce alla serie Chobits come a dei PC capaci di provare sentimenti, secondo una leggenda urabana. La parola "Chobits" in verità, veniva usata dal marito di Chitose Hibita come password e per definire Freya e Chii (Chobits ha come significato infatti "piccole e carine"). Quando Hideki, all'inizio della storia, raccoglie Chii, scopre che è stata formattata e decide di prendersi cura di lei. Chii, identifica in Hideki, grazie al suo programma, "l'uomo solo per me", finendo per "innamorarsi" di lui.